# Manolo Poulot
Manolo Poulot Ramos  (ur. 28 lipca 1974) – kubański judoka. Brązowy medalista olimpijski z Sydney.
Zawody w 2000 były jego drugimi igrzyskami olimpijskimi, debiutował w 1996. Walczył w kategorii do 60 kg (waga ekstralekka). Był mistrzem świata w 1999, dwukrotnym medalistą igrzyska panamerykańskich (złoto w 1999, srebro w 1995) i wielokrotnym medalistą mistrzostw Kuby, m.in. 3 razy zostawał mistrzem kraju seniorów.